# Рузи
Рузи́ (фр. Rousies) — коммуна во Франции, регион О-де-Франс, департамент Нор, округ Авен-сюр-Эльп, кантон Фурми. Расположена в 3 км от Мобёжа, на противоположном берегу реки Самбра. В 1 км к северу от центра коммуны находится железнодорожная станция Ле-Бон-Пере линии Крей-Жёмон.
Население (2017) — 4 016 человек.

## Экономика
Структура занятости населения:
- сельское хозяйство — 0,0 %
- промышленность — 20,2 %
- строительство — 8,2 %
- торговля, транспорт и сфера услуг — 32,7 %
- государственные и муниципальные службы — 39,0 %

Уровень безработицы (2017) — 17,9 % (Франция в целом — 13,4 %, департамент Нор — 17,6 %). 

Среднегодовой доход на 1 человека, евро (2017) — 19 830 (Франция в целом — 21 110, департамент Нор — 19 490).

## Демография
Динамика численности населения, чел.

## Администрация
Пост мэра Рузи с 2014 года занимает Жозьян Сюлек (Josiane Suleck). На муниципальных выборах 2020 года возглавляемый ею левый список одержал победу во 2-м туре, получив 50,86 % голосов.
| Период | Период | Фамилия        | Партия                  | Примечания |
| ------ | ------ | -------------- | ----------------------- | ---------- |
| 1977   | 1984   | Жан Жилсон     |                         |            |
| 1984   | 1995   | Леон Филип     |                         |            |
| 1995   | 2001   | Даниэль Демарк |                         |            |
| 2001   | 2014   | Пьер Рош       | Социалистическая партия |            |
| 2014   |        | Жозьян Сюлек   | Разные левые            |            |

## Ссылки

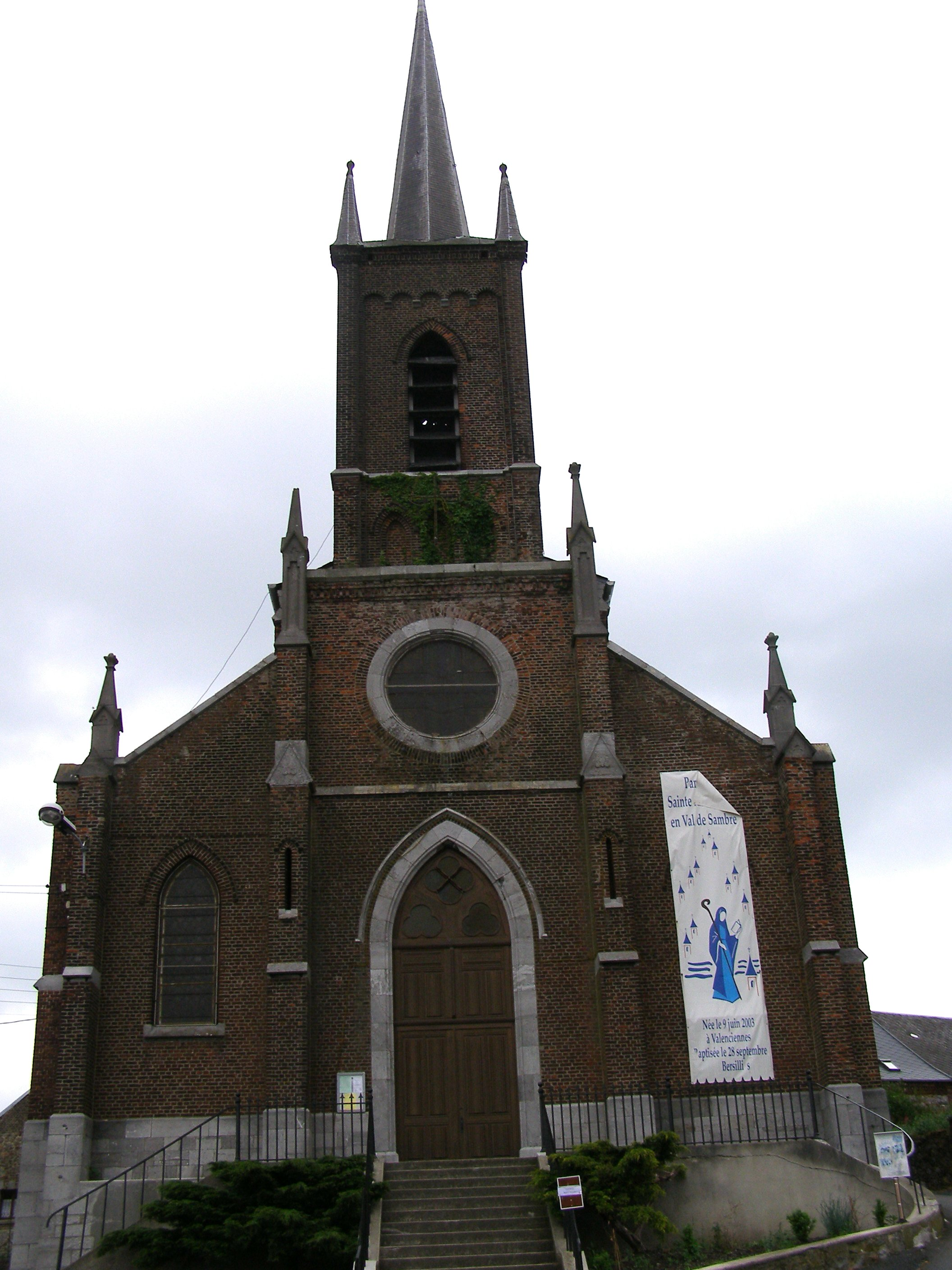
Церковь Святого Ведаста